# 伊朗雅羅魚
伊朗雅羅魚（學名：Leuciscus gaderanus）為輻鰭魚綱鯉形目雅羅魚科的其中一種，分布於亞洲伊朗淡水流域，棲息在淡水底中層水域，特徵、生活習性不明。